# Malosma laurina
Malosma laurina är en sumakväxtart som först beskrevs av Thomas Nuttall och Torr. & Gray, och fick sitt nu gällande namn av Adolf Engler. Malosma laurina ingår i släktet Malosma och familjen sumakväxter. Inga underarter finns listade i Catalogue of Life.